# Paragobiodon modestus
Paragobiodon modestus är en fiskart som först beskrevs av Regan, 1908.  Paragobiodon modestus ingår i släktet Paragobiodon och familjen smörbultsfiskar. Inga underarter finns listade i Catalogue of Life.